# Заключённый № 13
«Заключённый № 13» (англ. Convict 13) — американская короткометражная комедия 1920 года с Бастером Китоном в главной роли. Авторы сценария и режиссёры — Бастер Китон и Эдвард Клайн. В фильме снимались Клайн, постоянные партнёры Китона Сибил Сили и Джо Робертс, и вся театральная семья Китонов — отец, мать и дядя Бастера. Все полные копии фильма утрачены. В 1970-е годы Реймонд Рохауэр восстановил бо́льшую часть «Заключённого № 13» из архивных фрагментов.
«Заключённый № 13» — третий фильм Китона-режиссёра, второй его фильм по времени выхода в прокат, и его первая фантасмагорическая короткометражка (англ. dream short). События реального мира (игра в гольф, флирт, побег из тюрьмы) сменяются фантастическими виде́ниями тюремной жизни, казни и бунта — после того, как незадачливый игрок в гольф «метким» ударом посылает себя самого в нокаут.

## Сюжет
Игрок в гольф (Китон) пытается очаровать прекрасную незнакомку (Сили) точной игрой, но «невидимая рука» судьбы и собственное неумение разрушают все его попытки. Зеваки, только что восхищавшиеся меткими ударами «дамы», освистывают Игрока. Он умудряется послать мяч в реку, и по правилам игры должен отыскать мяч и сыграть его именно там, где тот приводнился. Игрок, решивший, что мяч проглотила рыба, ныряет в воду и голыми руками ловит и «обыскивает» речных рыб. Действительно, мяч находится в глотке третьей по счёту форели. Сыграв мяч с поверхности воды, Игрок возвращается на берег — а в это время из расположенной неподалёку тюрьмы бежит одетый в полосатую робу преступник. После нескольких неудачных эпизодов Игрок решает сыграть мяч отскоком от стены сарая, — отскочивший от сарая мяч ударяет Игрока по голове и тот падает без сознания. Из-за сарая появляется Беглец и стягивает с себя полосатый тюремный наряд. Камера на мгновение показывает бегущих полицейских, а в следующем кадре с земли встаёт и уходит прочь человек в одежде Игрока — переодетый Беглец.
Переодетый в тюремные одежды Игрок с трудом, шатаясь, встаёт на ноги. Как только он берёт в руки клюшку, помутнение проходит и Игрок так же механически, как и до обморока, примеривается к следующему удару (который оказывается таким же неудачным). К Игроку подходят двое полицейских, Игрок смотрит на них, на свою полосатую робу — но пока ничего не подозревает. Только увидев лоскут с номером «13», Игрок наконец понимает своё положение. Он выбегает на дорогу, и начинается комическая погоня — Игрок шагает широким, но спокойным шагом, а из придорожных кустов одним за другим выбегают полицейские, пристраиваясь в колонну по трое за Игроком. После «строевых упражнений», случайной встречи с начальником тюрьмы и гадания на ромашке Игрок прячется за воротами и запирает их на засов. Обернувшись, Игрок обнаруживает, что пришёл в тюрьму. Неожиданно к нему подходит Незнакомка со словами «Не стоило делать это только ради меня…» (англ. You shouldn't have gone to all that trouble just for me). Оказывается, что Незнакомка — дочь начальника тюрьмы. Несмотря на протесты дочери, Начальник заявляет, что сейчас Игрока повесят, и уводит его на виселицу. Здоровенный Палач (Эдвард Клайн) тщательно ощупывает шейные позвонки Игрока: «Не волнуйся, всё будет хорошо» (англ. Don't worry, it'll work just fine), а Незнакомка тайком заменяет верёвку на эластичный резиновый жгут. Игрок встаёт на колени, признаваясь в любви к Незнакомке, но приходит конвой и уводит Игрока на виселицу.

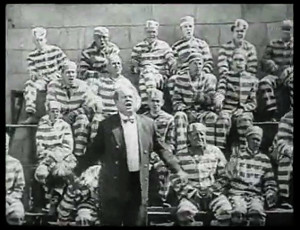
Повешение отменяется. «Аудитория» освистывает Палача.

Комедия превращается в фантасмагорию: виселица становится сценой, вокруг которой рассажен амфитеатр требующих зрелищ зрителей в полосатых робах. Вошедший в роль распорядителя Палач надраивает медаль «Палачу — Чемпиону в Тяжёлом Весе» (англ. Champion Heavy Weight Hangman). Среди рядов «зрителей» ходит торговец арахисом. Наконец из-под Игрока выбивают пол, и он начинает качаться вверх-вниз на резиновом жгуте. Палач прекращает шоу, усадив Игрока на помост, а «зрители» и Торговец освистывают несостоявшийся спектакль. Палач извиняется: «Ребята, всё исправим и завтра повесим двоих из вас!» (англ. Sorry boys. We'll fix it and tomorrow we'll hang two of you to make up for this).
Игрока отводят на принудительные работы в «каменоломню». Обращаясь с молотом так же умело, как с клюшкой для гольфа, Игрок случайно вышибает дух из надзирателя. Работающий рядом Большой Заключённый (Джо Робертс) также сбивает с ног другого надзирателя (Гарри Китон, дядя Бастера). Пока Большой укладывает тюремщиков в штабеля, Игрок переодевается в форму Надзирателя — и сталкивается лицом к лицу с Большим. Вновь, как и в эпизоде у сарая, Игрок не сразу осознаёт своё положение. Понимание приходит только тогда, когда Игрок видит гору из тел тюремщиков. Сумев запереть Большого в тюремном дворике, Игрок расслабляется и отворачивается. Повторяется история с тюремными воротами: когда Игрок оборачивается, он видит, что калитка в дворик сломана, а Большого Заключённого нигде не видно (он стоит за спиной у Игрока). Когда Игрок приходит в себя, начинается погоня, которая заканчивается на виселице: запутавшийся в петле Большой Заключённый раскачивается вверх-вниз на резиновом жгуте. Начальник тюрьмы, считающий Игрока одним из своих подчинённых, повышает его в должности. Тем временем в тюремном дворе на глазах у охраны готовится полномасштабный бунт.
Прорвавшийся в тюремную контору Большой Заключённый нокаутирует Начальника, Игрока и похищает Незнакомку. В тюремном дворе другой заключённый (Джо Китон, отец Бастера) избивает ногами трёх надзирателей (Джо, будучи мастером ирландского танца, и в возрасте сохранил гибкость ног). Очнувшись, Игрок видит, что восставшие захватили контроль над тюрьмой. Соорудив из боксёрской груши и остатков резинового шнура гигантский кистень, он взбирается на помост в центре тюремного дворика и оглушает им бунтовщиков — одного за другим, так же, как Большой Заключённый оглушал тюремщиков. Для Большого Заключённого этого оружия не достаточно — его Игрок оглушает гирей, из тех, что приковывают к ногам осуждённых. Фантастическое зрелище финального избиения содержит не менее сорока отдельных актов насилия, и под конец совершенно теряет связь с реальностью.
Игрок в изнеможении падает, над ним склоняется Незнакомка. В этот момент меняется фон: Игрок и Незнакомка оказываются на том же поле для гольфа, с которого начался фильм. Концовка подтверждает нараставшие сомнения в реальности происходящего на экране: бо́льшая часть событий фильма происходила в бессознательном бреду Игрока.

## История производства и проката
В начале 1920 года Китон, ранее работавший под началом комика Роско Арбакла, получил право снимать собственные фильмы — как ведущий комик, сценарист, режиссёр и постановщик трюков. В 1920 году Китон и его партнёр, режиссёр Эдвард Клайн, поставили три фильма: «The High Sign», «Одна неделя», и «Заключённый № 13». Первый фильм показался авторам недостаточно хорошим для дебютного показа, и они придержали его «до лучших времён». Таким образом, в сентябре 1920 года первой вышла «Одна неделя», вторым — «Заключённый № 13». «The High Sign» вышел на экраны полгода спустя. Все эти фильмы были короткометражками, состоявшими из двух частей по 300 метров 35-миллиметровой плёнки.
Помимо Китона, Клайна и их традиционных партнёров Сибил Сили и Джо Робертса, в фильме снялась вся актёрская семья Китонов. Отец Бастера (Джо Китон), мастер ирландского танца, сыграл заключённого-бунтовщика. Узнав у тюремщика точное время (ровно три часа), заключённый-Джо начинает бунт, нокаутируя трёх полицейских ударами ног. Дядя Бастера (Гарри Китон) играет незадачливого низкорослого тюремщика — первого из нокаутированных Большим Заключённым. Мать Китона (Луиз Китон) играет одну из дам, мешавших Игроку в сцене, после которой Игрок вынужден играть мяч отскоком от стены сарая.
Премьера фильма в октябре 1920 года совпал с казнью семерых осуждённых в Чикаго. Карл Сэндберг в своей рецензии удивился печальному совпадению и похвалил создателей фильма за мастерство, с которым они превратили казнь через повешение — в безудержную комедию, вызывавшую в аудитории взрывы смеха. Сэндберг писал, что «Китону пока далеко до классической и классной комедийной игры Чаплина … но на сегодня он [Китон] — ближайший соперник Чаплина за титул великого комика».
В послевоенные годы фильм считался утраченным. Все прокатные копии были уничтожены, сохранились лишь сцены бунта в тюрьме. Только в 1970-е годы партнёр Китона Реймонд Рохауэр, владевший исключительными правами на китоновские фильмы, разыскал другие сохранившиеся фрагменты и восстановил «Заключённого № 13». По мнению критика Габриэл Олдхэм, вероятно, что в редакцию Рохауэра не вошли отдельные, навсегда утраченные, фрагменты, — например, сцены встреч Игрока и Незнакомки в тюрьме . Восстановленный фильм сопровождается традиционной для немой комедии фортепианной музыкой. Гитарист Билл Фризл сочинил альтернативную звуковую дорожку фильма — она опубликована на альбоме 1996 года Quartet (композиции Convict 13 и The Gallows).

## В ролях
- Бастер Китон — Игрок в гольф / Беглец / Тюремщик
- Сибил Сили — Незнакомка / Дочь Начальника тюрьмы
- Джо Робертс — Большой Заключённый («Страшный Заключённый», «Спятивший Заключённый»)
- Эдвард Клайн[англ.] — Палач
- Джо Китон — заключённый
- Гарри Китон — низкорослый тюремщик
- Луиз Китон — дама на поле для гольфа